# Santuario della Consolata

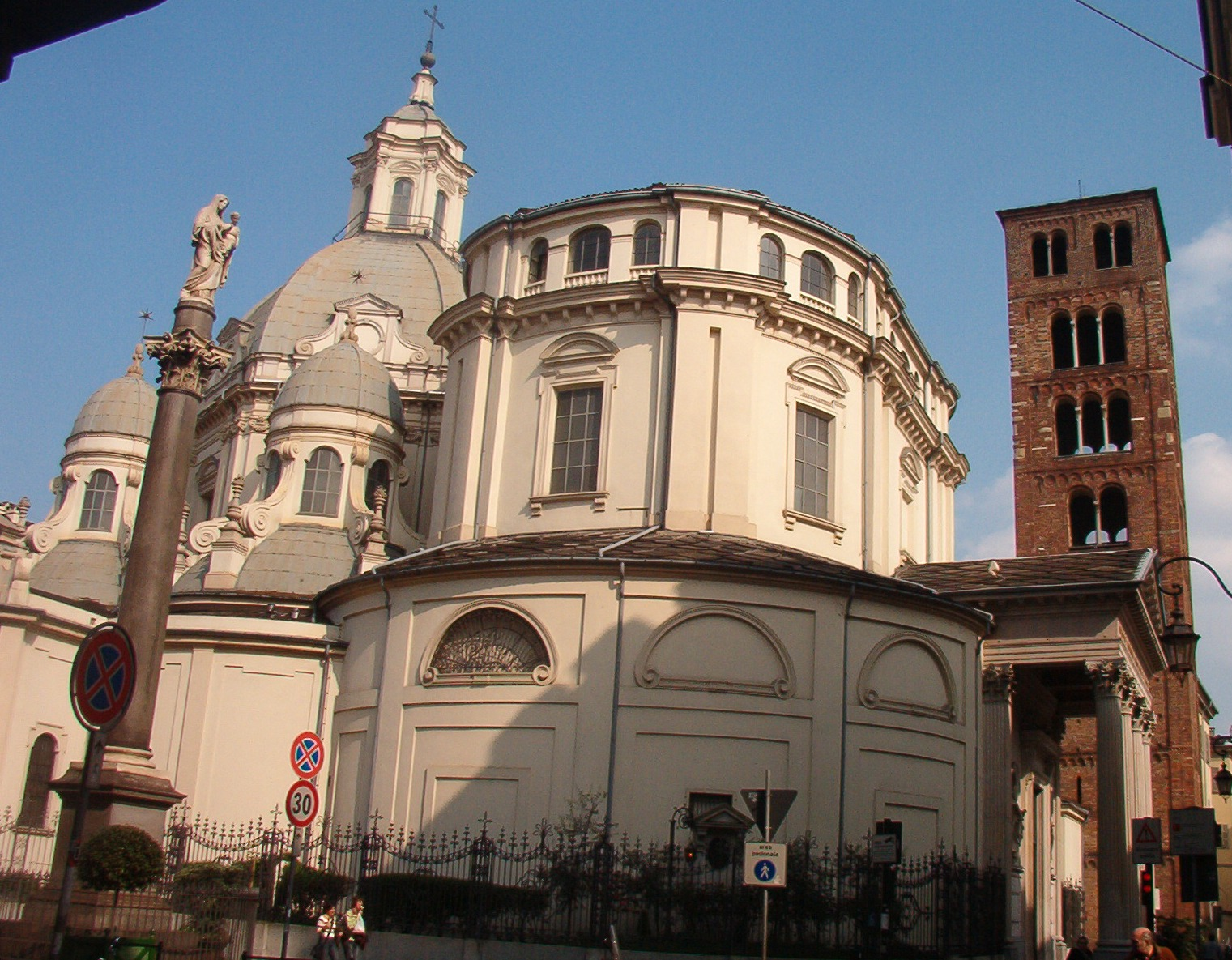
Basilika La Consolata, Außenansicht von Westen, mit Kuppeln, Portikus, Säule und Glockenturm.

Die Basilika Santuario Santa Maria della Consolazione ist eine römisch-katholische Kirche in Turin, Hauptstadt der italienischen Region Piemont. Die Wallfahrtskirche des Erzbistums Turin hat den Rang einer Basilica minor. Die barocke Kirche La Consolata wurde anstelle verschiedener Vorgängerkirchen in ihrer heutigen Form im 17. und 18. Jahrhundert errichtet, ihr romanischer Glockenturm von der ersten Jahrtausendwende macht sie zu einem der ältesten Gotteshäuser in Turin.

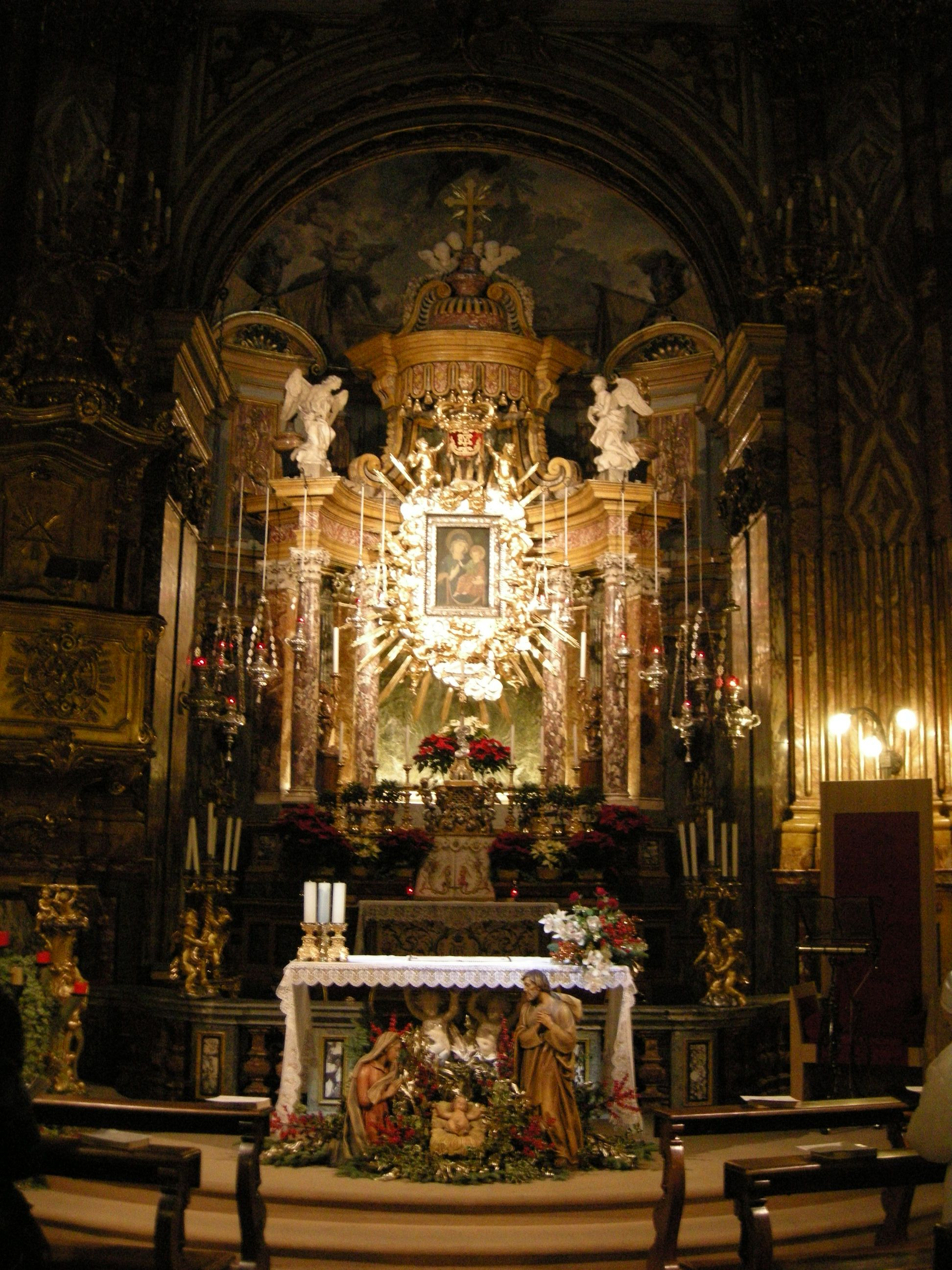
Altar mit Ikone der Jungfrau des Trostes

## Geschichte
Der Benediktinerorden war der erste Mönchsorden, der sich an diesem Ort niederließ. Eine Kirche an diesem Ort, die wahrscheinlich der Heiligen Jungfrau Maria geweiht war, stand neben den alten römischen Mauern der Stadt. Es wird behauptet, dass Bischof Maximus von Turin im 5. Jahrhundert eine dem heiligen Andreas geweihte Kirche mit einer kleinen Kapelle für die Jungfrau mit einer Ikone errichtete. Die Ikone wurde jedoch zum Gegenstand einer großen Verehrung.
Fromme Legenden behaupten, dass ein blinder Pilger im 12. Jahrhundert durch die Ikone der Jungfrau in der Kirche wieder sehen konnte. Im Inneren der Kirche dokumentieren Votivtafeln jahrhundertelange Wunder, die der Jungfrau zugeschrieben werden. Im Jahr 929 ordnete der Markgraf Adalbert den Bau eines Klosters an und stattete es mit Ländereien aus. Der romanische Glockenturm stammt etwa aus dieser Zeit und wurde neben dem Fundament eines der Ecktürme des alten römischen Kastells errichtet, das später zu Turin wurde.
Die Kirche wurde am 7. April 1906 von Papst Pius X. in den Rang einer Basilica minor erhoben. Die Decken und Gewölbestuckaturen der Kirche wurde bei der Bombardierung am 13. August 1943 durch die britische Royal Air Force beschädigt. 2015 wurde die Basilika von Papst Franziskus mit der goldenen Rose ausgezeichnet.

## Architektur

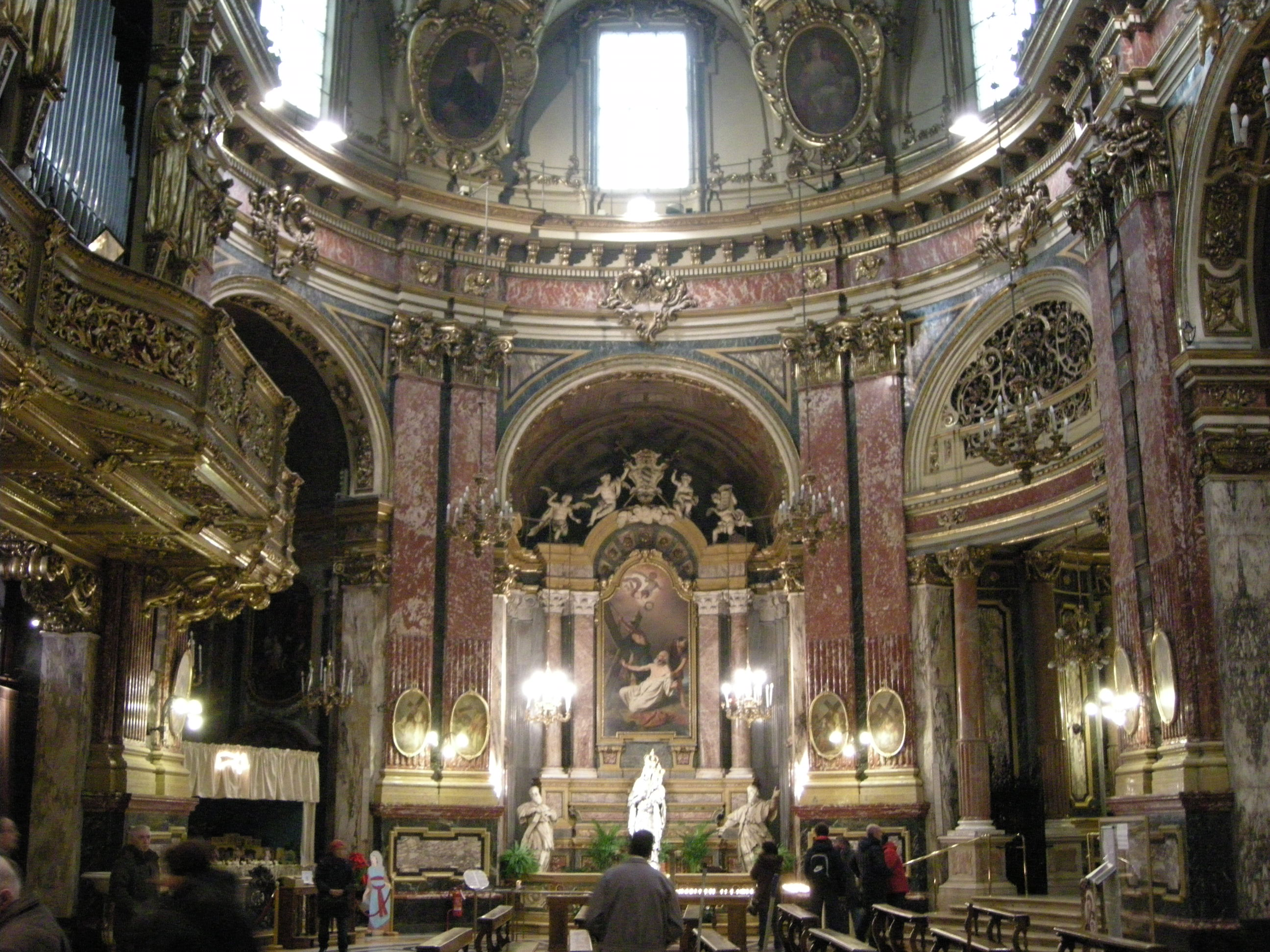
Hauptaltar

Die Kirche wurde ursprünglich im Stil einer Basilika erbaut. Im Laufe der Jahre wurde die Kirche von verschiedenen Orden umgebaut bzw. restauriert. Im Jahr 1448 erweiterte der Prior von Sant´Andrea das Kirchengebäude um einen Erker nach Westen. Mit der zunehmenden Popularität der Verehrung der Trösterin der Betrübten wurde die Kirche von einer Pfarr- zu einer Wallfahrtskirche.
Der erste große Umbau, der zur heutigen Kirche führte, wurde 1678 von Maria Johanna von Savoyen in Auftrag gegeben. Der Architekt Guarino Guarini und der Ingenieur Antonio Bertola schufen die elliptische Form des Kirchenschiffs und fügten an der Nordseite eine neue sechseckige Kapelle für die verehrte Marienikone hinzu.
Der Architekt Filippo Juvarra fügte 1729–1740 den nördlichen Chor hinzu und schuf so eine Kirche mit zwei scheinbaren Achsen: einem Hauptaltar im Osten und der berühmten Ikone in der Kapelle im Norden. In diese Zeit fällt auch die Ausschmückung der Kuppel durch Giambattista Crosato.
Die klassizistische Fassade, der Säulengang und die Krypta auf der Süd-Nord-Achse stammen aus den Jahren 1845–1860 und wurden von Pietro Anselmetti gestaltet; weitere Ergänzungen wurden 1899–1904 unter der Leitung von Carlo Ceppi vorgenommen.
Der Innenraum weist eine jubilierende polychrome Rokoko-Dekoration mit farbigem Marmor und salomonischen Säulen auf. Der Juvarra-Altar zeigt zwei anbetende Marmor-Engel von Carlo Antonio Tantardini. Im Inneren befindet sich eine Skulptur zweier betender Königinnen von Vincenzo Vela. Außerhalb der Kirche steht eine Statue einer Jungfrau mit Kind auf einer Säule.
In der Kirche sind einige mit Turin verbundene Heilige begraben: die Turiner Sozialheiligen Joseph Cafasso und Leonardo Murialdo sowie der selige Giuseppe Allamano, Rektor (1880–1926) und Gründer des Missionsinstituts der Consolata. Jedes Jahr am 20. Juni findet in den Straßen der Stadt eine Prozession mit der Ikone der Jungfrau statt.